# Benno Friedrich Brand von Lindau

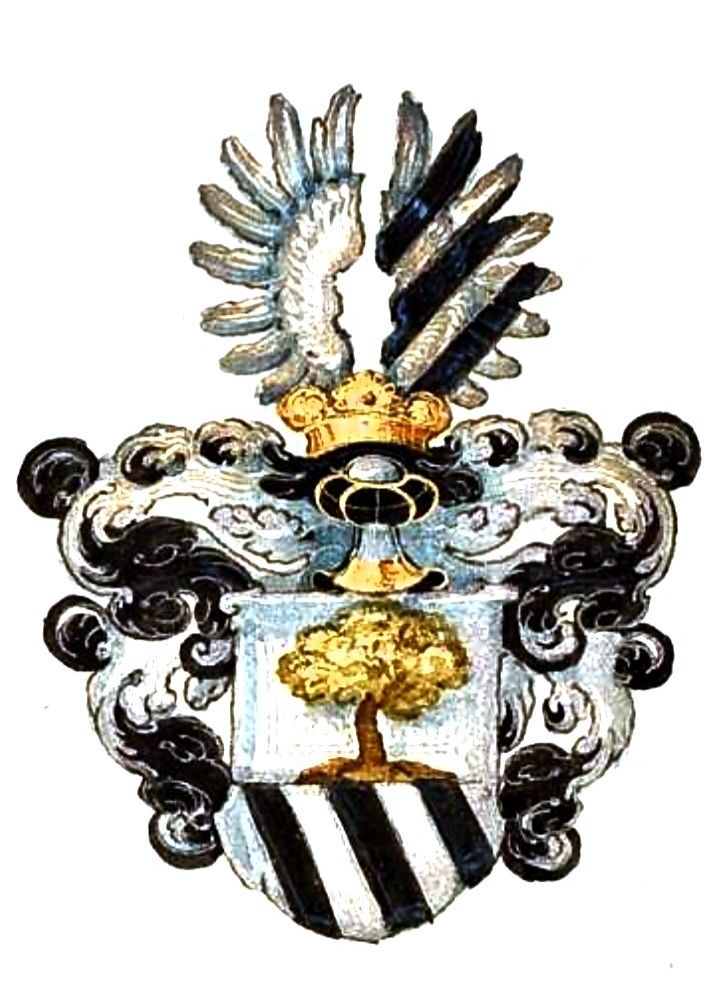
Wappen von Benno Friedrich Brand von Lindau, 1621 bei Aufnahme in der Fruchtbringenden Gesellschaft

Benno Friedrich Brand von Lindau (* 1. Februar 1571 in Wiesenburg, Kurfürstentum Sachsen; † 25. Dezember 1625) war ein Mitglied der Fruchtbringenden Gesellschaft.

## Leben
Brand von Lindau war der Sohn des kursächsischen Amtshauptmanns Friedrich Brand von Lindau und dessen Ehefrau Maria von Pflug.
Nach kurzem Studium wurde Brand von Lindau zum Assessor am sächsischen Hofgericht zu Wittenberg berufen.
1591 wurde er über die Grenzen bekannt, als er, auch gerichtlich, gegen die Abschaffung des Exorzismus kämpfte.
1593 heiratete er Maria von Brösicken. Mit ihr hat er zwei Töchter, Benigna Brand von Lindau und Christina Brand von Lindau. Am 4. September 1612 starb seine Ehefrau Maria. Nach reichlicher Trauerzeit heiratete Brand von Lindau 1614 Lucretia von Putlitz aus der märkischen Uradelsfamilie Gans zu Putlitz. Auch mit ihr hatte er zwei Töchter, Hippolyta Brand von Lindau und Maria Brand von Lindau. Seine vier Schwiegersöhne (Johann von Rohr, Kurt Dietrich aus dem Winckel, Joachim Christian von Metzsch und August von Hanow) wurden später gleich ihm Mitglieder der Fruchtbringenden Gesellschaft.
Mit 50 Jahren wurde Brand von Lindau in die Fruchtbringende Gesellschaft aufgenommen. Fürst Ludwig I. von Anhalt-Köthen verlieh ihm den Gesellschaftsnamen der Steife und das Motto im Feuchten. Als Emblem wurde ihm ein Buchbaum (Fagus sylvatica oder Fagus f. atropurpurea) zugedacht. Im Köthener Gesellschaftsbuch findet sich Brand von Lindaus Eintrag unter der Nr. 36.
1623 erwarb er das Rittergut Grochwitz von Albrecht von Wuthenau.
Auf Grund seines Vermögens und seiner Ländereien trug Brand von Lindau auch den Beinamen der Reiche. Im Alter von 54 Jahren starb Benno Friedrich Brand von Lindau am 25. Dezember 1625 in Wiesenburg.